# Skeppar Clement
Skeppar Clement (danska Skipper Clement), egentligen Klemen Andersen, född 13 november 1485, död 9 september 1536 (avrättad), var en dansk fribytare och anhängare till Kristian II.
Skeppar Clement nämns första gången, då han 1525 från Köpenhamns redd bortförde två av kung Fredrik I:s fartyg, och krigade sedan på egen hand, i synnerhet i Nordsjön, i den landsflyktige kungens tjänst (bland annat utkrävde han skatt på de norska kusterna). Han deltog 1531 i Kristian II:s tåg till Norge och förmådde 1534 bönderna i Vendsyssel, där han själv var född, till uppror för att återupprätta kungens välde. Han slog 16 oktober adelshären vid Svenstrup, varefter upproret utbredde sig över en stor del av nordjylland; men det fick dödshugget, då Johan Rantzau 18 december stormade Aalborg. Flyende härifrån blev Clement tillfångatagen och förd till Kolding. Han dömdes till döden på Viborgs landsting och avrättades 1536.